# Pleasant Hill (Califòrnia)
Pleasant Hill és una ciutat del Comtat de Contra Costa (Califòrnia, Estats Units). Segons el cens del 2000 tenia 32.837 habitants.

## Demografia
Segons el cens del 2000, Pleasant Hill tenia 32.837 habitants, 13.753 habitatges, i 8.403 famílies. La densitat de població era de 1.788,2 habitants/km².
Dels 13.753 habitatges en un 28% hi vivien nens de menys de 18 anys, en un 48,4% hi vivien parelles casades, en un 9,1% dones solteres, i en un 38,9% no eren unitats familiars. En el 29,1% dels habitatges hi vivien persones soles el 9,5% de les quals corresponia a persones de 65 anys o més que vivien soles. El nombre mitjà de persones vivint en cada habitatge era de 2,35 i el nombre mitjà de persones que vivien en cada família era de 2,95.
Per edats la població es repartia de la següent manera: un 21,3% tenia menys de 18 anys, un 7,2% entre 18 i 24, un 32,4% entre 25 i 44, un 25,8% de 45 a 60 i un 13,2% 65 anys o més.
L'edat mediana era de 39 anys. Per cada 100 dones de 18 o més anys hi havia 90,8 homes.
La renda mediana per habitatge era de 67.489 $ i la renda mediana per família de 79.001 $. Els homes tenien una renda mediana de 57.278 $ mentre que les dones 42.013 $. La renda per capita de la població era de 33.076 $. Entorn del 2,7% de les famílies i el 5% de la població estaven per davall del llindar de pobresa.

## Poblacions properes
El següent diagrama mostra les poblacions més properes.